# Ministerio Administrativo de la Presidencia (República Dominicana)
El Ministerio Administrativo de la Presidencia de República Dominicana es un organismo de Estado cuya finalidad es supervisar y coordinar las actividades de apoyo administrativo que genera el despacho de la Presidencia de la República, así como velar por el buen funcionamiento de sus oficinas dependientes.
Su sede se encuentra en Santo Domingo, en el Palacio Nacional. Desde el 16 de agosto de 2020, su ministro es José Ignacio Paliza.
Debido a sus responsabilidades, trabaja de la mano del Presidente de la República, supervisando sus viajes, visitas y encuentros tanto nacionales como internacionales. También coordina talleres, eventos, entregas y diversos proyectos de la presidencia dominicana. Junto con el Ministerio de la Presidencia, es el único que tiene su sede en el Palacio Nacional, centro del Poder Ejecutivo dominicano.
A efectos del presupuesto nacional, el Ministerio Administrativo está dentro del apartado de la Presidencia de la República.

## Historia
El origen del Ministerio Administrativo es similar al del Ministerio de la Presidencia. Su trayectoria parte de la creación de la Secretaría de Estado de la Presidencia de la República el 27 de junio de 1927. Esta oficina sería suspendida en 1965, cuando se crean el Secretariado Técnico y el Secretariado Administrativo como dependencias directas de la Presidencia. En 1972, se reestablece la Secretaría de Estado de la Presidencia, dentro de la cual se encontraba una Secretaría Administrativa.
En 2012, la Ley n.º 247-12 añade nuevas funciones al Ministerio de la Presidencia reforzándose su labor de la mano del Presidente. Dentro de esta oficina se incluía el Viceministerio Administrativo que más tarde ese año pasará a ser su propia institución como Ministerio Administrativo de la Presidencia.